# Habrobracon genuensis
Habrobracon genuensis är en stekelart som först beskrevs av Marshall 1897.  Habrobracon genuensis ingår i släktet Habrobracon och familjen bracksteklar. Inga underarter finns listade i Catalogue of Life.